# (38045) 1998 SM93
1998 SM93 (asteroide 38045) é um asteroide da cintura principal. Possui uma excentricidade de 0.14234970 e uma inclinação de 12.60700º.
Este asteroide foi descoberto no dia 26 de setembro de 1998 por LINEAR em Socorro.